# Selecció de futbol de Tonga
La selecció de futbol de Tonga és l'equip nacional de futbol de Tonga i és controlada per la Federació de Futbol de Tonga. La selecció tongalesa mai ha participat en la Copa de Nacions de l'OFC o en la Copa del Món de Futbol. És una de les seleccions més dèbils de l'OFC i el seleccionador és el tongalès Timote Polovili des del 2010.

## Resultats

### Copa del Món
- 1930 a 1994 — No participà
- 1998 a 2014 — No es classificà
- 2018 —

### Copa de Nacions de l'OFC
- 1973 a 1980 — No participà
- 1996 a 2012 — No es classificà
- 2016 —

### Jocs del Pacífic
- 1963 a 1975 — No participà
- 1979 — Primera fase
- 1983 — Primera fase
- 1987 a 1995 — No participà
- 2003 — Primera fase
- 2007 — Primera fase
- 2011 — No participà
- 2015 —

### Copa de Polinèsia
- 1994 — Subcampió
- 1998 — Quart
- 2000 — Quart

## Seleccionadors
- Rudi Gutendorf (1981)
- Gary Phillips (2001)
- Heinave Kaifa (2002-2003)
- Milan Janković (2003-2005)
- Ben Perry (2005-2006)
- Reece Mclaughlin (2006-2007)
- Chris Williams (2007-2010)
- Timote Polovili (2010-actualitat)